# Iwajło Mirczew
Iwajło Nikołaew Mirczew, bułg. Ивайло Николаев Мирчев (ur. 6 maja 1980 w Dobriczu) – bułgarski polityk i przedsiębiorca, poseł do Zgromadzenia Narodowego.

## Życiorys
Absolwent marketingu na uczelni Stopanska akademija „Dimityr A. Cenow” w Swisztowie. Uzyskał magisterium z zakresu finansów w Bułgarskiej Akademii Nauk. Zajął się prowadzeniem własnej działalności gospodarczej w branży IT. Związany z różnymi inicjatywami obywatelskimi dotyczącymi głównie e-administracji i modernizacji administracji. Należał do założycieli ugrupowania Tak, Bułgaria!, wszedł w skład jego władz wykonawczych.
W kwietniu 2021 uzyskał mandat posła do Zgromadzenia Narodowego 45. kadencji. Z powodzeniem ubiegał się o reelekcję w kolejnych wyborach w lipcu 2021, listopadzie 2021, październiku 2022 oraz kwietniu 2023. Nie wszedł do parlamentu wyłonionego w czerwcu 2024; ponownie jednak uzyskał mandat w kolejnych wyborach z października tego samego roku.
W kwietniu 2025 został jednym z dwóch współprzewodniczących formacji Tak, Bułgaria! (obok Bożidara Bożanowa).